# Stanisław Szalay

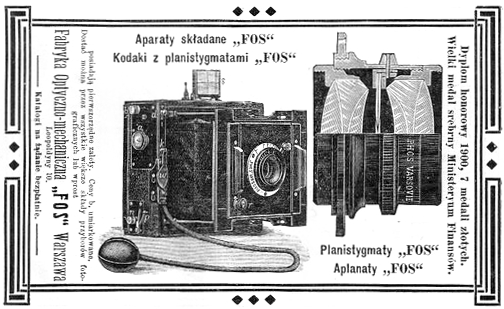
Reklama z Podręcznika fotografii praktycznej, opracowanego przez Stanisława Szalaya

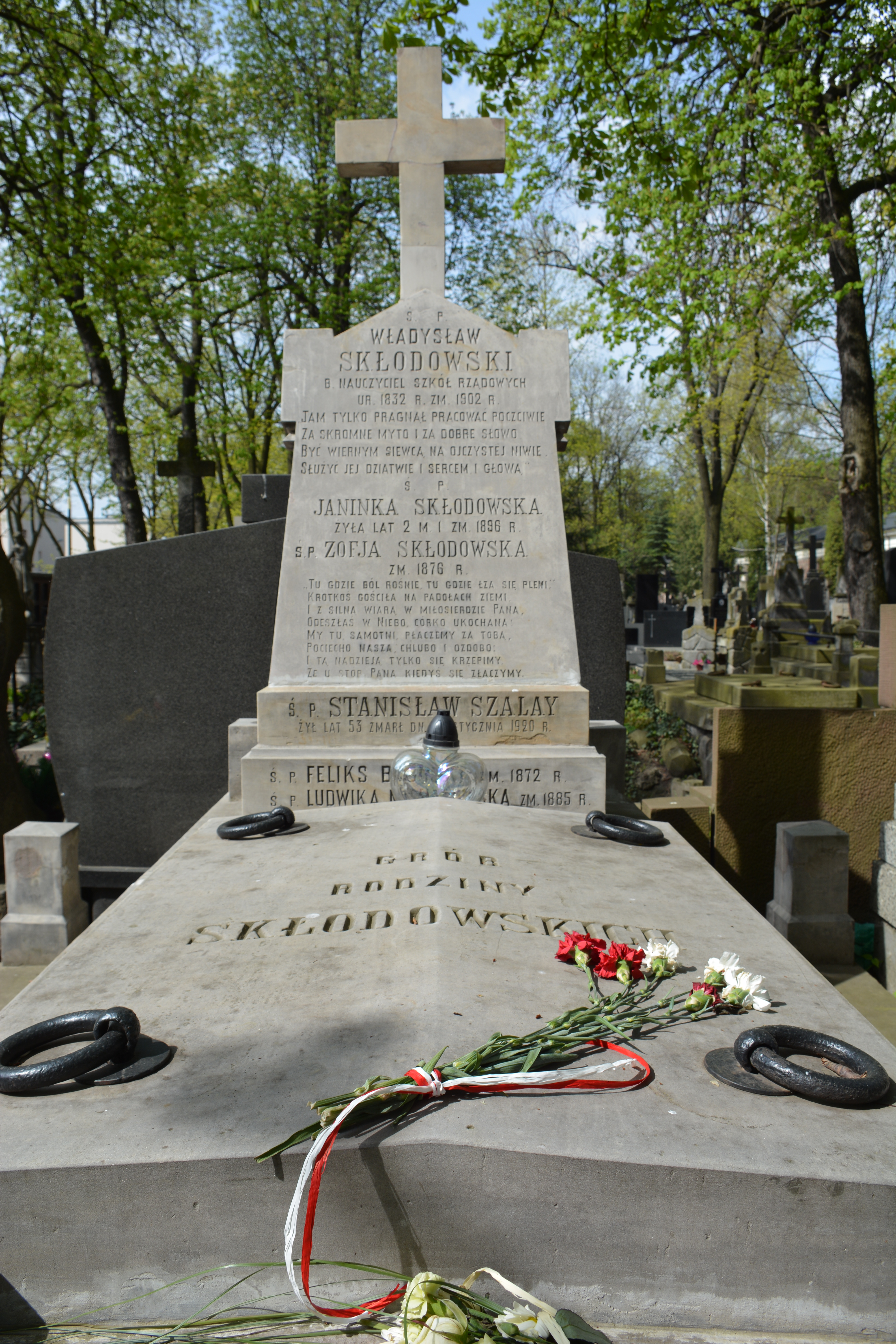
Grób Stanisława Szalaya na cmentarzu Powązkowskim

Stanisław Szalay (ur. w 1867, zm. 25 stycznia 1920 w Warszawie) – polski fotograf, publicysta. Członek założyciel Towarzystwa Fotograficznego Warszawskiego. Członek komitetu redakcyjnego miesięcznika Fotograf Warszawski.

## Życiorys
Stanisław Szalay związany z warszawskim środowiskiem fotograficznym – prowadził własny zakład fotograficzny przy ulicy Chmielnej oraz sklep fotograficzny przy ulicy Marszałkowskiej. W latach 1898–1905 wspólnie z Jadwigą Golcz prowadził spółkę Golcz-Szalay sprzedającą materiały i sprzęt fotograficzny. Od początku XX wieku, wspólnie z Edmundem Grünhauserem prowadził spółkę fotograficzno-litograficzną pod nazwą Szalay-Grünhauser (w czasie późniejszym przekształconą w Skład materiału i produktów fotograficznych – Stanisław Szalay. 
W 1901 roku był współzałożycielem Towarzystwa Fotograficznego Warszawskiego. Był współtwórcą Komisji Fotograficznej przy Polskim Towarzystwie Krajoznawczym, był członkiem założycielem Kasy Emerytalnej i Pomocy dla Fotografów. W 1904 roku został członkiem komitetu redakcyjnego miesięcznika Fotograf Warszawski, będącego organem Towarzystwa Fotograficznego Warszawskiego. Stanisław Szalay był zwolennikiem oraz prekursorem fotografii barwnej. Jego fotografie były prezentowane na wystawach fotograficznych; indywidualnych oraz zbiorowych (m.in. Krajobraz Polski w Warszawie – wystawa indywidualna w 1912). Miejsce szczególne w jego twórczości zajmowała fotografia architektury, fotografia pejzażowa, fotografia portretowa oraz fotografia socjologiczna. 
Stanisław Szalay prowadził aktywną działalność publicystyczną – wielokrotnie zamieszczał zdjęcia oraz artykuły o fotografii w miesięcznikach Światło, Fotograf Warszawski. Wydał własne książki poświęcone fotografii – Przepisy dla fotografów, miłośników i zawodowych – w 1901 roku (wydawnictwo wznawiane w latach 1910, 1912, 1914, 1929, 1930), Pierwsze zasady fotografii – w 1904 roku oraz przetłumaczył z niemieckiego i wydał Podręcznik fotografii praktycznej.
Stanisław Szalay zmarł 25 stycznia 1920 roku w Warszawie, został pochowany na cmentarzu Powązkowskim (kwatera 164-3-20/21). W 1932 roku archiwum Stanisława Szalaya (przekazane przez rodzinę) trafiło do zbiorów Polskiego Towarzystwa Fotograficznego. Jego prace znajdują się w zbiorach Muzeum Historii Fotografii im. Walerego Rzewuskiego w Krakowie.

## Publikacje (książki)
- Przepisy dla fotografów, miłośników i zawodowych (1901, 1910, 1912, 1914, 1929, 1930)[6]
- Pierwsze zasady fotografii (1904)

Źródło

## Rodzina
Stanisław Szalay w 1896 roku ożenił się z Heleną Skłodowską (1866–1961) – siostrą Marii Skłodowskiej-Curie.